# Nutzhanf

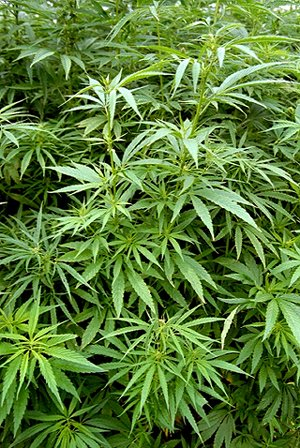
Hanfpflanzen

Nutzhanf oder Industriehanf umfasst alle Sorten des Hanfs (Gattung Cannabis), die zur kommerziellen Nutzung angebaut werden – abseits von seiner Verwendung als Rauschmittel oder als Arzneimittel. Dabei handelt es sich vor allem um Sorten der Hanfart Cannabis sativa und dessen Kulturform Cannabis sativa var. sativa.
Nutzhanf wird vor allem zur Gewinnung von Hanffasern angebaut. Weitere genutzte Produkte sind Hanfschäben, Hanfsamen (zur Gewinnung von Hanföl) und Hanfblüten und -blätter (zur Herstellung von ätherischem Hanföl). Neue Kaltpressverfahren ermöglichen es inzwischen, den Hanfsaft aus dem oberen Teil der Pflanze ebenfalls als Nahrungsmittel zu gewinnen. So kann dieser hochwertige Pflanzenbestandteil zur Ernährung verwendet werden, anstatt wie bisher auf dem Feld zu verrotten.
Insgesamt stehen 52 von der EU zertifizierte Hanfsorten für den Nutzanbau zur Verfügung. Diese für die Faser- und Samennutzung angebauten Sorten besitzen im Gegensatz zu jenen, die als Rauschmittel und medizinisch genutzt werden, einen sehr hohen Faseranteil von 30 bis 40 %. Sie enthalten auch nur einen sehr geringen Anteil von Tetrahydrocannabinol (weniger als 0,2 % THC) und sind daher nicht zur Erzeugung von Haschisch und Marihuana geeignet.

## Anbau

### Sortenwahl und Zulassung
Die Sortenwahl ist auf die zugelassenen Sorten beschränkt. In der EU waren im Jahr 2017 insgesamt 52 Hanfsorten für den ständigen Anbau zugelassen. Neben der Anbaueignung ist ein THC-Gehalt von weniger als 0,2 % (0,6 % THC in Italien) für die Sortenzulassung zwingend vorgeschrieben. Nur zertifiziertes Saatgut darf verwendet werden. Der Anbau von Faserhanf muss der Bundesanstalt für Landwirtschaft und Ernährung als zuständiger Behörde angezeigt werden.

### Standort und Fruchtfolge
Für ertragreichen Nutzhanfanbau eignen sich vor allem tiefgründige, humose und nährstoffreiche Böden mit geregelter Wasserführung. Staunässe, saure und verdichtete oder extrem leichte (sandige) Böden beeinträchtigen vor allem die Jugendentwicklung der Pflanzen. Steile Hanglagen und Höhenlagen von mehr als 400 m ü NN sind zu vermeiden. Der bereits bei 1 bis 3 Grad keimende Hanf ist gegenüber kalten Temperaturen relativ unempfindlich und übersteht Frost bis −5 Grad. Für sein Wachstum benötigt er jedoch viel Wärme, in Deutschland kommen daher nur die früheren Sorten zur Abreife. Der Wasserbedarf ist mit 300 bis 500 l/kg Trockenmasse relativ gering (zum Vergleich: der Wasserbedarf von Baumwolle liegt bei rund 10.000 l/kg), die bis zu 3 Meter in den Boden wachsenden Wurzeln können jedoch auch Wasservorräte aus tieferen Bodenschichten nutzen.
In der Fruchtfolge wirkt Hanf positiv auf die anschließend angebauten Kulturen (Nachfrüchte) und er wird in der Regel vor Wintergetreide angebaut. Vorteilhaft sind die hohe Unkrautunterdrückung, die Bodenlockerung durch das große Wurzelsystem und die positive Wirkung auf die Bodengare. Da Hanf sehr selbstverträglich ist, kann er auch mehrere Jahre hintereinander auf der gleichen Fläche angebaut werden (Monokultur).

### Anbau und Ernte

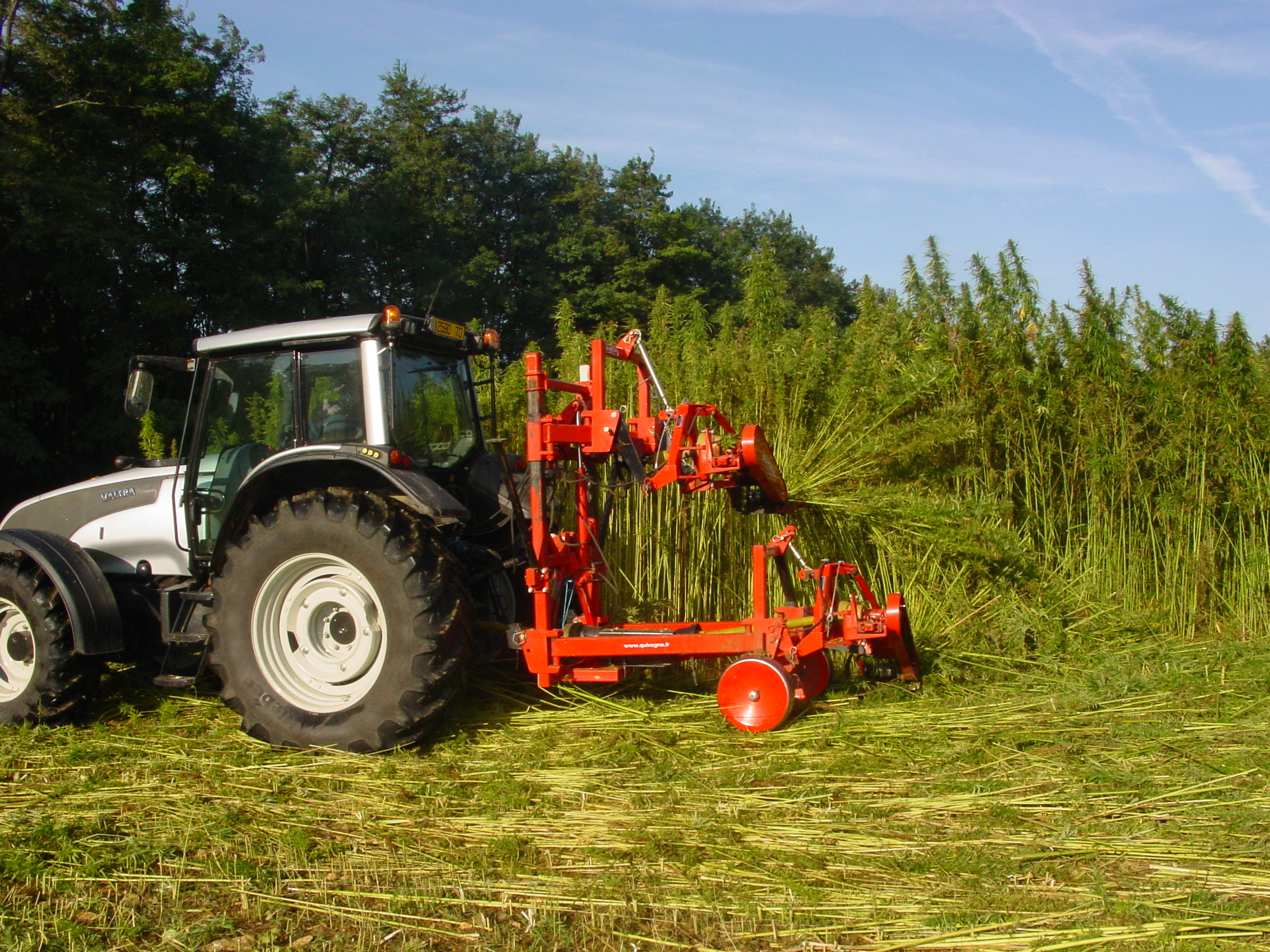
Maschinelle Hanfernte

Die Aussaat erfolgt zwischen Mitte April und Mitte Mai mit Getreidedrillmaschinen auf 4 bis 6 cm Saattiefe. Die gegenüber Getreide verhaltene Düngung mit insgesamt 60 bis 150 kg Stickstoff, 40 bis 140 kg Phosphor (P2O5) und 75 bis 200 kg Kalium pro Hektar bei Faserhanf erfolgt vor der Saat sowie eventuell erneut drei bis vier Wochen später. Bei der vor allem in Frankreich praktizierten Doppelnutzung von Fasern und Samen ist die Düngung mit Stickstoffgaben bis zu 100 kg/ha eher geringer. Organische Dünger wie Gülle kann Nutzhanf gut verwerten. Weder Unkrautbekämpfung noch Pflanzenschutzmaßnahmen sind notwendig.
Die Ernte von Faserhanf erfolgt mit Harvestern vergleichbaren Spezialmaschinen oder für die Hanfernte angepasster Erntetechnik zur Zeit der Vollblüte der männlichen Blüten und erstreckt sich je nach Sorte und Anbaubedingungen von Ende Juli bis Ende September. Je nach Art des vorgesehenen Aufschlusses der Hanffaser unterscheidet sich die Nacherntebehandlung auf dem Feld. Für die Langfaserverarbeitung wird das Hanfstroh auf dem Feld parallel ausgelegt und getrocknet. Der Trocknung folgt eine Röstung und eine erneute Trocknung auf dem Feld. Zur Vorbehandlung auf den Faseraufschluss der Kurzfaser- und Gesamtfaserlinie wird das Hanfstroh auf dem Feld gekürzt und geröstet und danach in Rund- und Quaderballen gepresst. Werden auch die Samen genutzt, findet die Ernte mit der Vollreife der Samen Mitte September bis Mitte Oktober statt, verwendet werden leicht modifizierte Mähdrescher.
Ein an Landmaschinen aufsetzbarer „Trommel-Harvester“ (Vertical Drum Hemp Harvester) ist als Open-Source-Hardware öffentlich dokumentiert und frei nutzbar.

### Anbauflächen

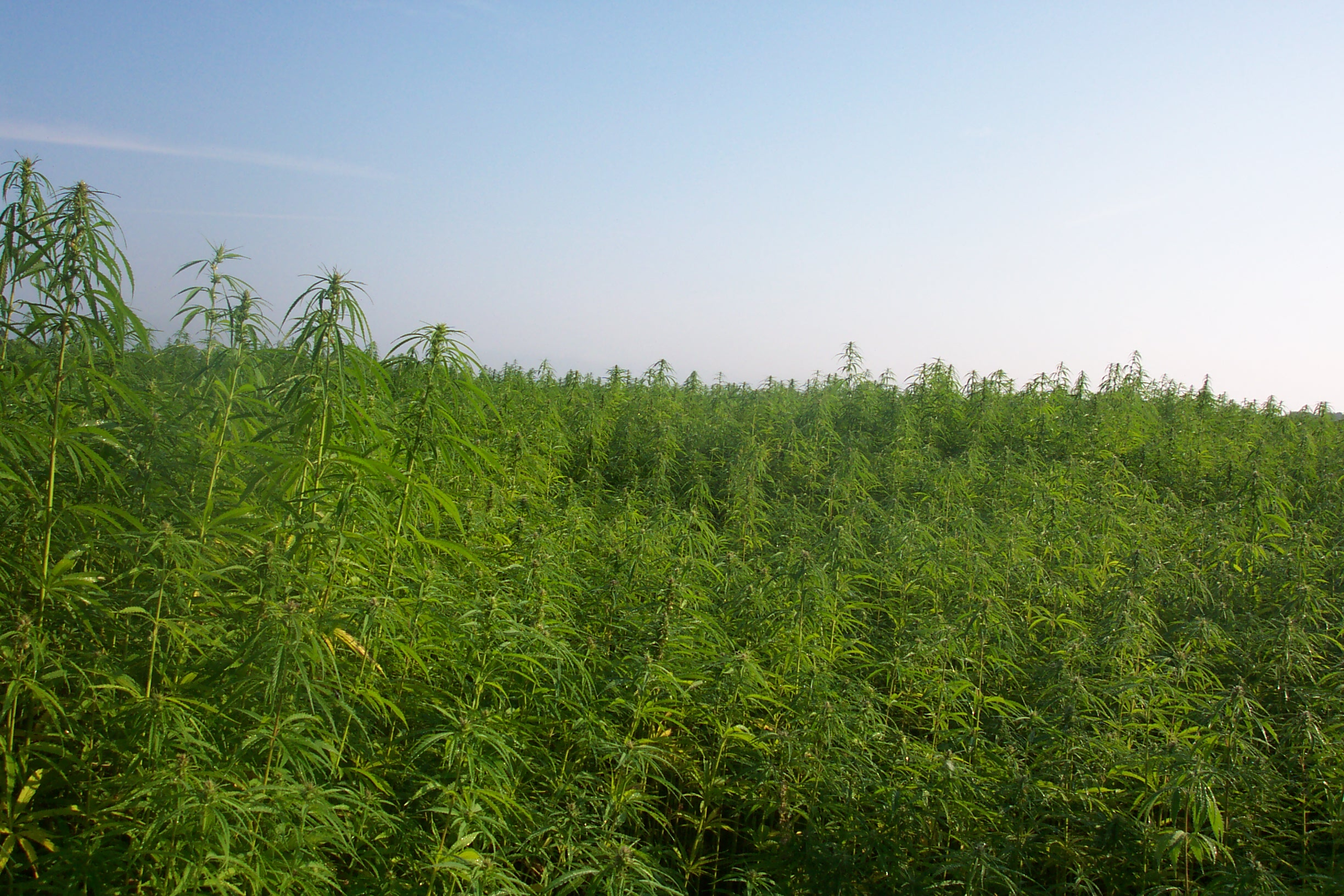
Nutzhanf in Frankreich

Die weltweiten Anbauflächen für Nutzhanf betrugen 2011 etwa 85.000 Hektar, davon im Jahre 2014 in Europa 17.000 Hektar. Für 2005 wurde die weltweite Anbaufläche auf etwa 115.000 Hektar geschätzt, von denen etwa 80.000 Hektar auf Asien (vor allem China und Nordkorea), 14.000 Hektar auf EU-Länder, 5.700 Hektar auf andere europäische Länder, 10.000 Hektar auf Nordamerika (ausschließlich Kanada), 4.300 Hektar auf Südamerika und 250 Hektar auf Australien entfallen. Die führenden Anbauländer sind China, Russland, Kanada und Frankreich, während in anderen Ländern der Anbau eher gering ist.
In Europa wurde bis Anfang der 1990er Jahre fast ausschließlich in Frankreich Hanf angebaut (etwa 6.000 Hektar) und zur Produktion von Zigarettenpapier genutzt, geringe Exportmengen kamen aus Spanien nach Frankreich. Vor allem auf der Suche nach Alternativen zum stagnierenden und teilweise rückläufigen Lebensmittelanbau und vor dem Hintergrund zunehmenden landwirtschaftlichen Brachen wurde Hanf wie andere nachwachsende Rohstoffe nach dem Wegfall des Anbauverbotes europaweit gefördert, zugleich gewann Hanf als Nutzpflanze zunehmend auch wissenschaftlich und wirtschaftlich Rückhalt, unter anderem durch verschiedene Bucherscheinungen zum Nutzen der Hanfpflanze. Im Dezember 1985 erschien das Buch „The Emperor wears no clothes“ von Jack Herer, das 1993 unter dem Titel „Die Wiederentdeckung der Nutzpflanze Hanf“ auch in deutscher Sprache erschien. Die Veröffentlichung machte die Vielseitigkeit der Nutzpflanze Hanf publik und wurde zum Standardwerk für Hanfaktivisten und Nutzhanfbauern.
In den Jahren nach 1985 kam es zu einem regelrechten Hanf-Boom, der nicht nur dem Rauschhanf, sondern auch den Anwendungen der Nutzpflanze immensen Vortrieb einbrachte. Im Zuge dieser Hanfwelle entstanden in aller Welt Strukturen, die sich für eine Normalisierung der gesetzlichen Lage oder schlicht eine vollständige Legalisierung einsetzten. In Deutschland entstand zum Beispiel 1992 der H.A.N.F., der zu diesem Zweck unter anderem das Hanfmuseum Berlin betreibt, sowie im Jahr 2000 die European Industrial Hemp Association (EIHA) zur Förderung des Hanfs als industrielle Nutzpflanze. Der Nutzhanf, der heute von Bauern angebaut wird, wurde züchterisch bearbeitet, so dass er einen sehr geringen THC-Gehalt hat. Der Anbau wird in vielen Staaten streng kontrolliert. Das größte europäische Anbaugebiet ist das französische Département Aube in der Champagne.
Bis 1998 vervierfachte sich der Anbau von Nutzhanf in Europa (ohne Spanien) auf fast 40.000 Hektar. In Spanien wurden von 1997 bis 1999 hohe Anbauzahlen bis zu 20.000 Hektar durch Prämienzahlungen erreicht, der größte Teil der subventionierten Ernte wurde allerdings nicht verarbeitet. Im Jahr 2006 wurden in den Ländern der Europäischen Union auf etwa 14.000 Hektar Nutzhanf angebaut, davon allein 8.000 in Frankreich und jeweils über 1.000 in Deutschland, Großbritannien, und der Tschechischen Republik. Prognosen gehen davon aus, dass sich der Hanfanbau durch die zunehmende Nachfrage nach hanffaserverstärkten Werkstoffen und Dämmmaterial sowie durch die Preissteigerungen bei exotischen Fasern auf etwa 20.000 Hektar europaweit erhöhen wird. Mit Stand 2020 wurden in Deutschland bereits wieder 5.362 Hektar angebaut. Das Hauptanbaugebiet für Nutzhanf in Deutschland ist (Stand 2024) mit rund 1300 Hektar von bundesweit inzwischen 5800 Hektar die Prignitz im Nordwesten des Bundeslandes Brandenburg. In der Schweiz ist etwa der Kanton Graubünden bekannt für seinen Nutzhanfanbau. In der Schweiz werden Flächen mit Hanf zur Nutzung von Fasern oder Samen zurzeit noch von den Direktzahlungen ausgeschlossen – was sich ab 2022 ändern könnte. Deshalb fördert der Kanton Graubünden von 2019 bis 2021 den Hanfanbau mit total 390'000 Franken.

## Verwendung
Das Anwendungsspektrum des Nutzhanfs umfasst die Hanffasern als Rohstoff für Textilien und Seile für Faserbaustoffe und traditionell als Dichtmittel bei Rohrverschraubungen, das Hanföl und die Hanfsamen bei der Ernährung und als Futtermittel.
Die Nutzung als Medizinalpflanze (siehe Cannabis und Cannabinoide als Arzneimittel) und als Rauschmittel (siehe Cannabis als Rauschmittel) ist definitionsgemäß bei Nutzhanf ausgeschlossen.

### Fasern und Schäben

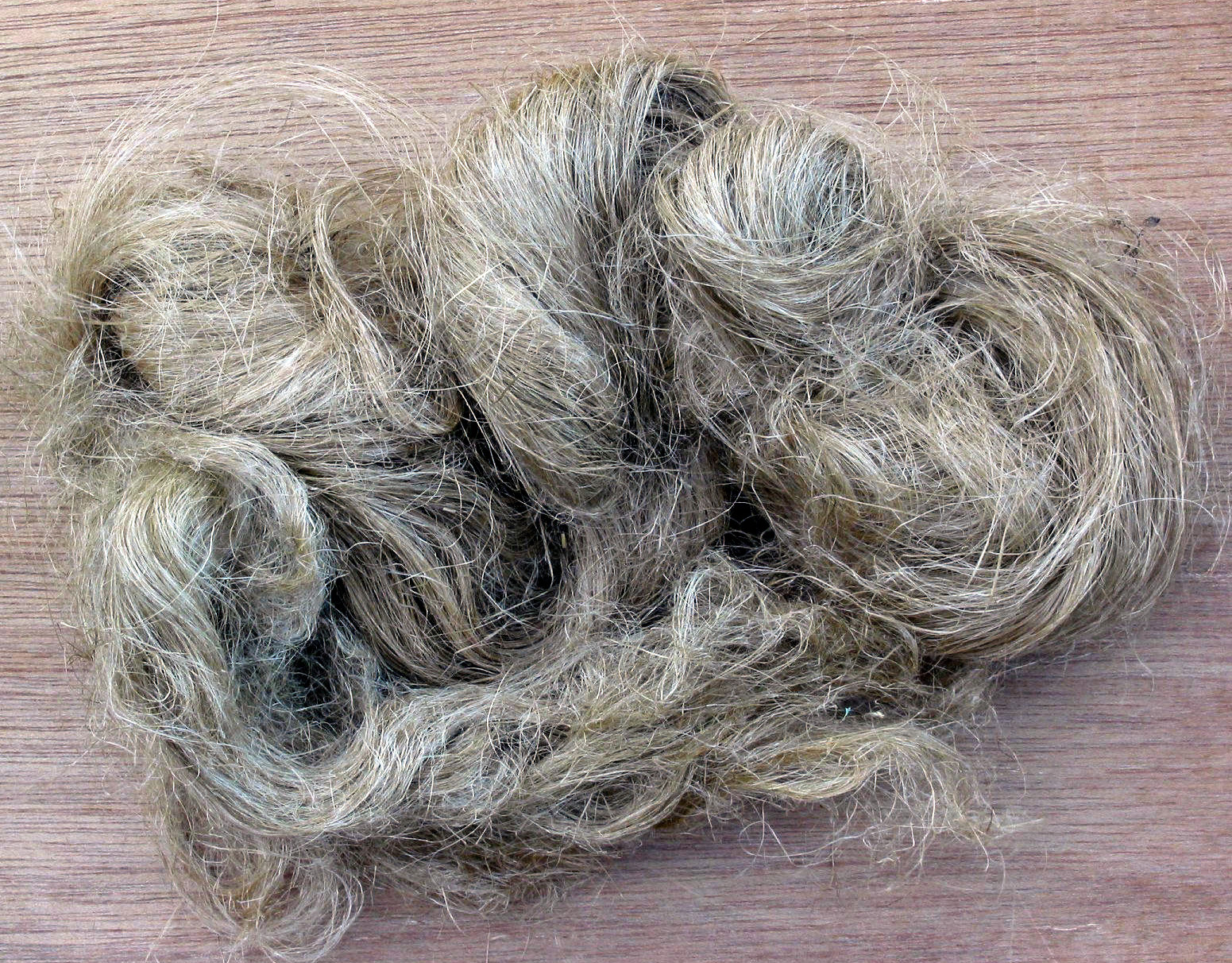
Hanffasern: Rohstoff für Textilien und Seile. In Rohform als Dichtmittel für Rohrverschraubungen.

Siehe Hauptartikel Hanffaser und Schäbe
Hanffasern stellen sowohl von der Menge als auch von der Fülle der Anwendungsmöglichkeiten den wichtigsten Rohstoff des Nutzhanfs dar.
Heute spielen sie vor allem für die Produktion von Hanfpapier (Spezialpapiere, vor allem Zigarettenpapier), Hanftextilien (Bekleidung, Technische Textilien), Naturdämmstoffen und als Verstärkungsfasern für naturfaserverstärkte Kunststoffe eine zentrale Rolle. Hanflangfasern werden fast ausschließlich für Textilien verwendet. Sie sind sehr reißfest und eignen sich gut für die Bekleidung. Eine klassische Anwendung für loses Langfasermaterial (Werg) ist die Abdichtung beim Verschrauben von metallenen Rohren und Armaturen (Whitworth-Gewinde).
Aufgrund ihrer geringen Verrottungstendenz, gesundheitlichen Unbedenklichkeit und Schädlingsresistenz sind Hanffasern als Dämmstoff geeignet, besitzen aber in der Bauwirtschaft nur einen Marktanteil von 7 %. Kurzfasern werden für Zellstoffe, Vliesstoffe, wie etwa Aufzuchtvliesen für Kressesamen, Spezialpapiere sowie naturfaserverstärkte Kunststoffe verwendet. Im Automobilbau werden sie als Verstärkung für Kunststoffe der Türinnenverkleidung und der Kofferraumverkleidung genutzt. Vor allem die weitere Ausdehnung des Dämmstoffmarktes und die Nutzung von naturfaserverstärkten Kunststoffen auch außerhalb der Automobilindustrie bestimmt 2008 das Wachstum des europäischen Hanfmarktes. Es werden auch Koffer, Laptopgehäuse und Schleifscheiben unter Verwendung von Hanf hergestellt. Teilweise werden dabei auch die Designmerkmale der Werkstoffe genutzt.

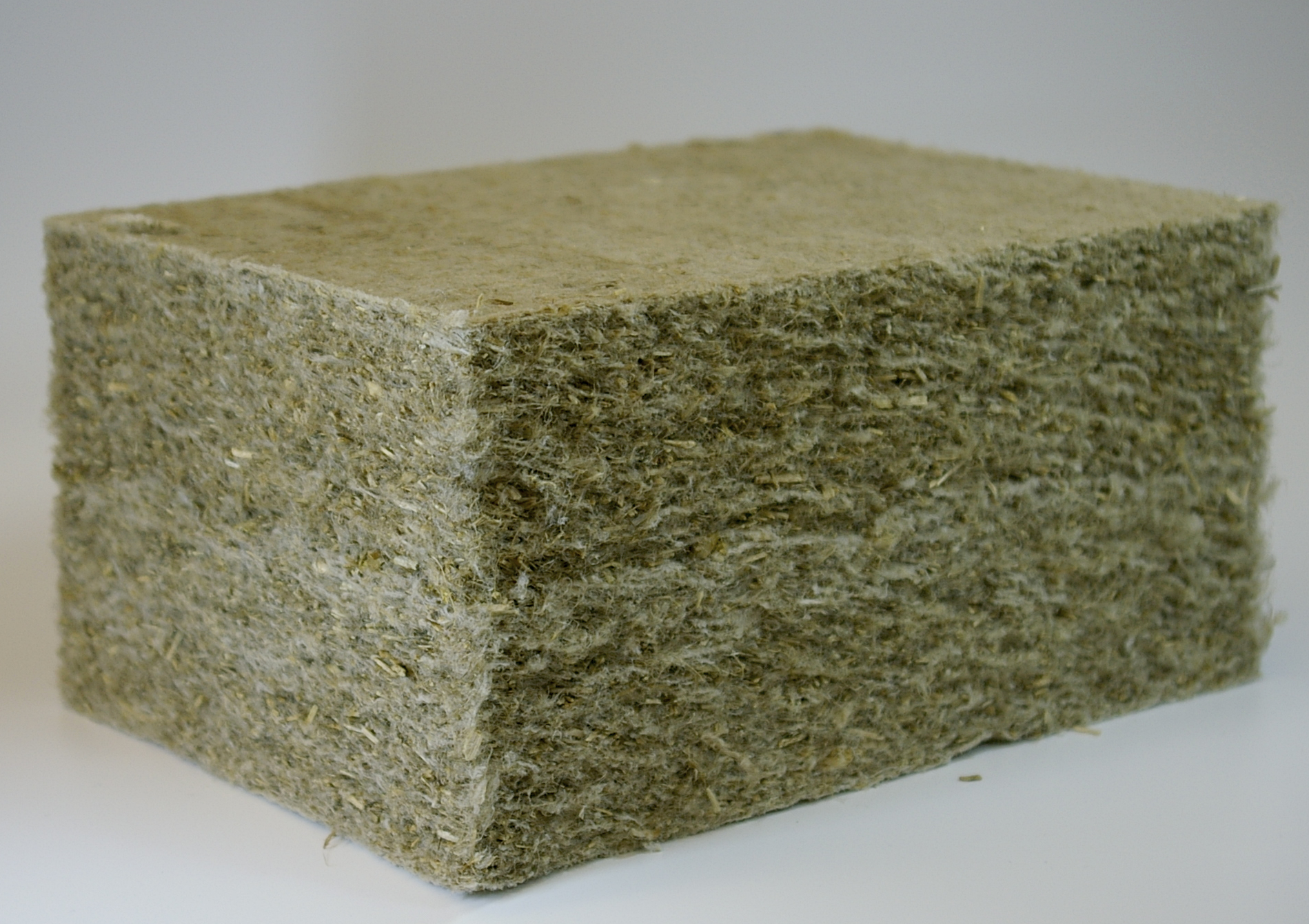
Dämmstoffblock aus Hanffasern
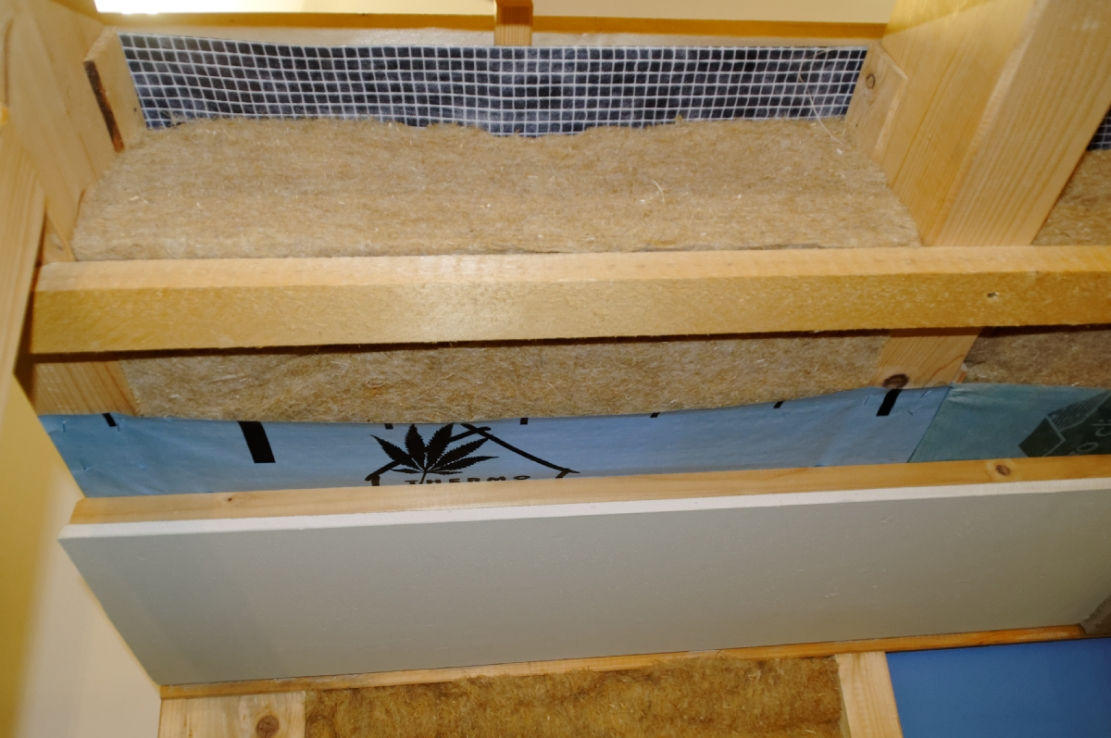
Hanf im Dämmungssystem eingebaut
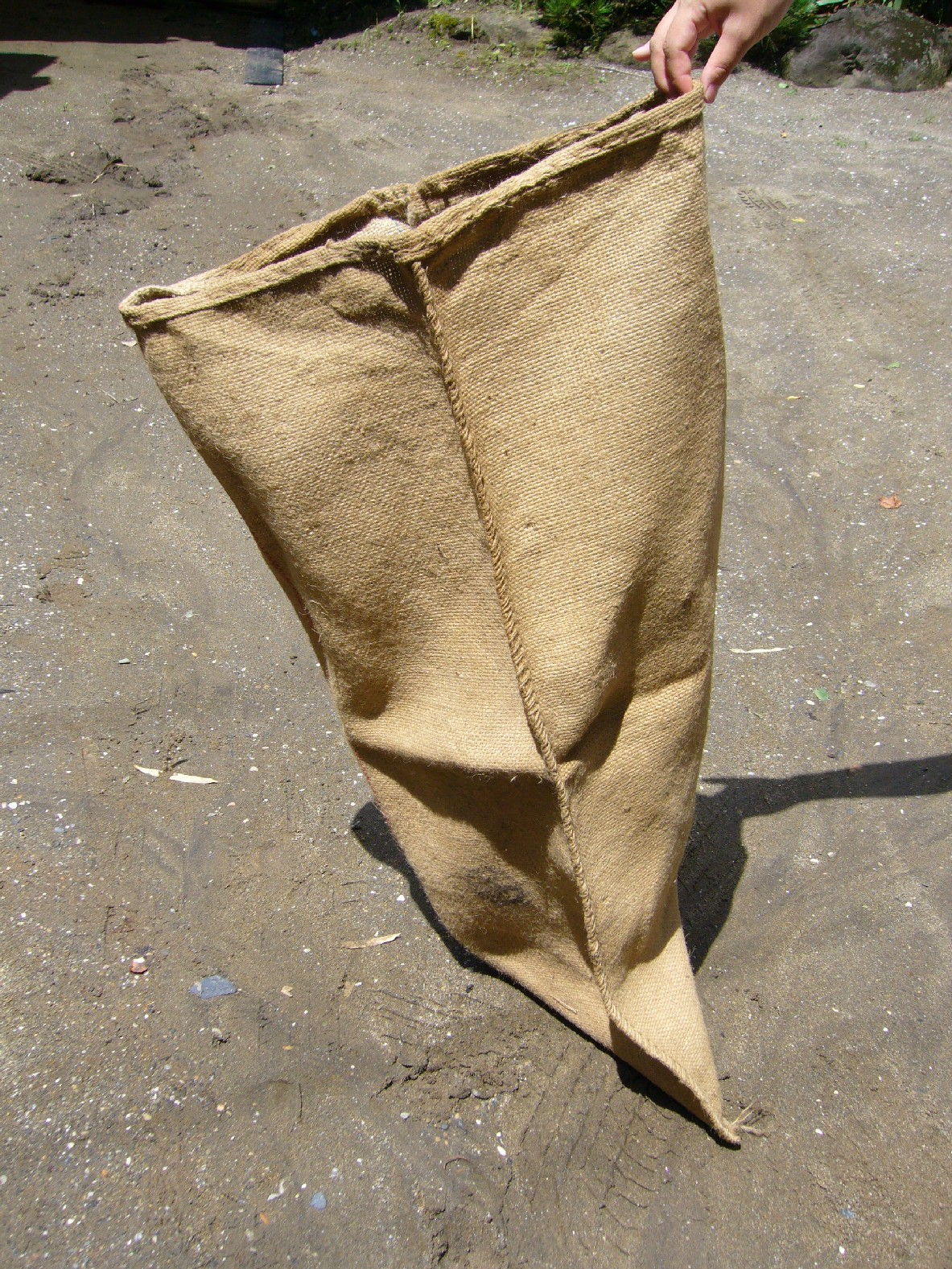
Sack aus Hanfgewebe, Japan
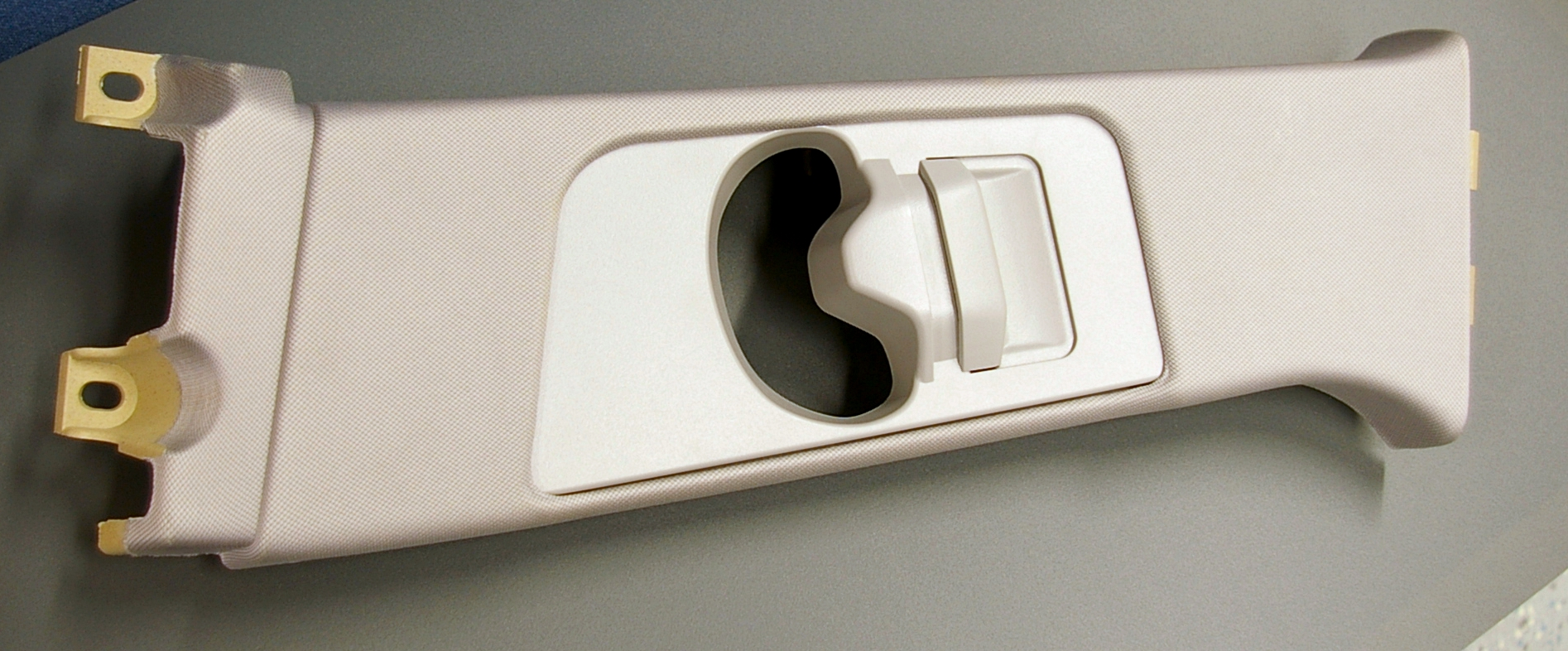
B-Säule Verkleidung (Prototyp) aus hanffaserverstärktem Kunststoff (Matrix Polypropylen PP)
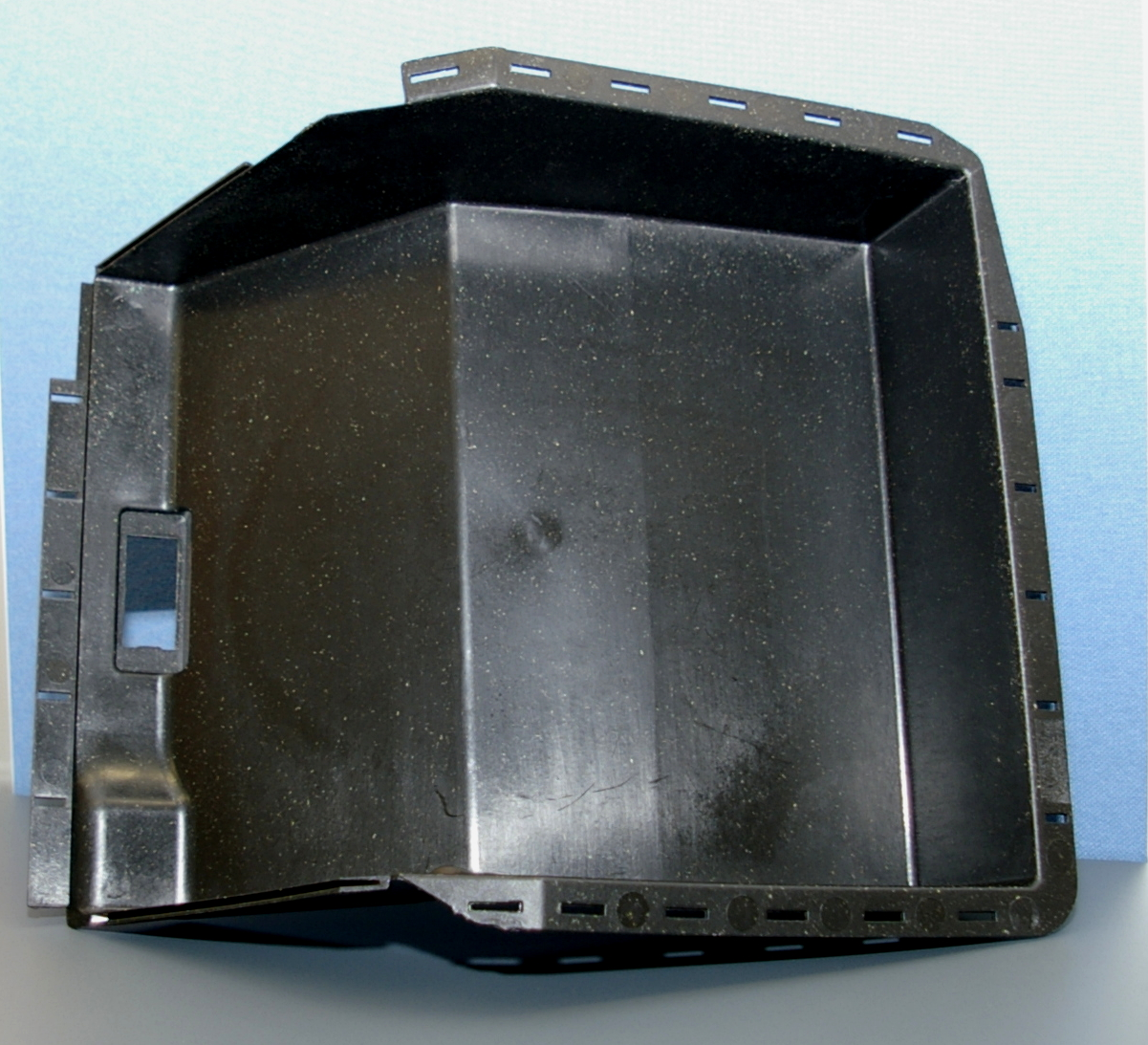
Handschuhfach (Prototyp) aus hanffaserverstärktem Kunststoff (Matrix Polypropylen PP)

Die bei der Fasergewinnung als Nebenprodukt anfallenden Schäben werden vorwiegend als Tiereinstreu verwendet, vor allem in der Pferdehaltung und der Kleintierhaltung. Sie werden jedoch auch als Rohstoff für die Produktion von Leichtbauplatten, als Schüttdämmung oder im ökologischen Hausbau (beispielsweise als Hanfkalk) sowie als Brennstoff genutzt.

### Samen

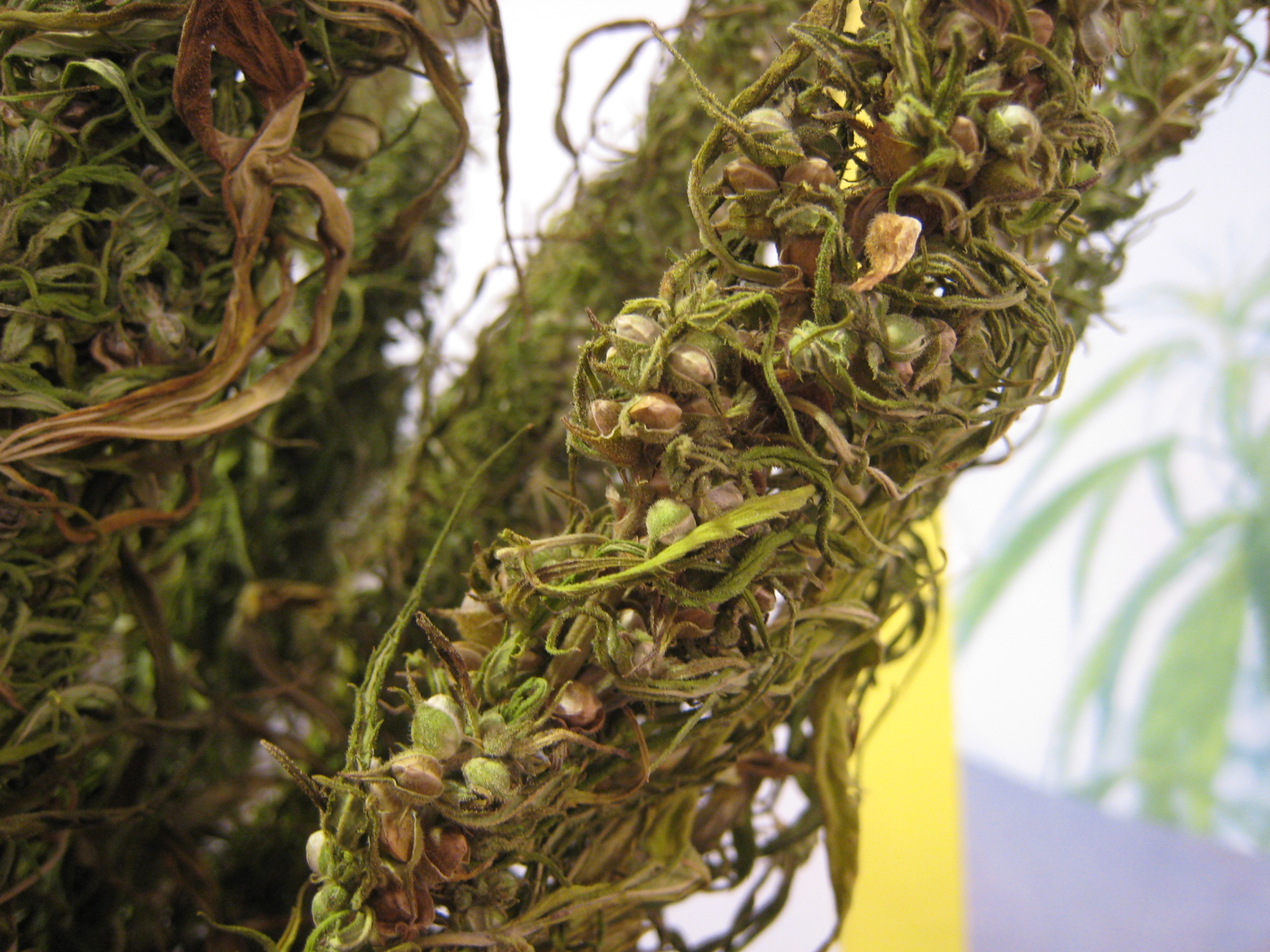
Samen, die noch auf einer getrockneten Hanfpflanze hängen

Als Samen werden Achänen gebildet, Nussfrüchte, die als „Hanfsamen“ oder „Hanfnüsse“ bezeichnet werden. Sie sind 3 bis 4 Millimeter groß, von brauner bis grüngrauer Farbe und weisen eine Tausendkornmasse von 15 bis 20 Gramm auf. Sie enthalten 28 bis 35 % Fett, 30 bis 35 % Kohlenhydrate, 20 bis 24 % Proteine und neben Vitamin E, Kalzium, Magnesium, Kalium und Eisen besonders hohe Anteile an Vitamin B, speziell Vitamin B1 und Vitamin B2. Die Proteine bestehen hauptsächlich aus dem Globulin Edestin, welches sehr leicht verdaulich ist. Die Samen enthalten alle für den menschlichen Körper essentiellen Aminosäuren und sind als Proteinquelle mit einem Protein Digestibility Corrected Amino Acid Score von 0,66 für den Menschen geeignet. Der niedrige Lysinanteil des Hanfsamenproteins schränkt aber die Proteinwertigkeit ein.
Hanfsamen werden ohne weitere Verarbeitung als Lebensmittel eingesetzt, dienen aber auch als Grundlage zur Extraktion des Hanföls und als hochwertiges Tierfutter vor allem für Vögel, aber auch für Fische und Säugetiere. Hanfsamen enthalten, unabhängig von der Sorte, kein THC oder andere rauschwirksame Inhaltsstoffe. In den 2000er Jahren fanden aus Hanfsamen gepresstes Hanföl sowie die Samen selbst als Nahrungsmittel wieder zunehmende Verbreitung. Aus den Samen kann unter anderem ein Hanfmehl, eine der Erdnussbutter ähnliche Hanfbutter oder auch Hanfsuppe hergestellt werden. Die Samen selbst werden sowohl geröstet als auch ungeröstet verkauft.

### Hanföl
Hanföl wird aus ungeschälten oder geschälten Hanfsamen gepresst. Die dünne Schale enthält Chlorophylle, sodass das Öl aus ungeschälten Samen grün ist. Außerdem enthält die Schale Bitterstoffe. Öl aus geschälten Hanfsamen enthält daher weniger Farb- und Bitterstoffe und ist geschmacklich entsprechend nussiger. Hanföl wird vor allem als Nahrungsmittel für Speisefette und Speiseöle, besonders Salatöl, genutzt und enthält unter anderem essentielle Fettsäuren. Als Bratöl ist es aufgrund seiner Hitzeempfindlichkeit ungeeignet. Daneben findet es Verwendung als Öl in der Kosmetikindustrie, vor allem als Zusatz in Naturkosmetik, und als Lampenöl. Zur Energiegewinnung wird das Öl dagegen nicht genutzt. Obwohl es beispielsweise als Grundlage für pflanzenölbasierte Kraftstoffe (Biodiesel, Pflanzenölkraftstoff) verwendet werden könnte, besteht aktuell weder der Bedarf noch die technische Reife, das hochwertige Hanföl für energetische Zwecke zu nutzen. Pressreste der Ölgewinnung (Presskuchen) sind als hochwertiges Futtermittel in der Viehzucht verwertbar.
Das aus der Hanfnuss gewonnene Hanföl gelten als gesundes Nahrungsmittel – Hanföl enthält mehr als 90 % mehrfach ungesättigte Fettsäuren wie Linolsäure/Alpha-Linolsäure. Die Omega-3-Fettsäure Alpha-Linolensäure kommt in anderen Speiseölen selten in so großen Mengenanteilen vor. Hanföl ist durch seine insgesamt ausgewogene Fettsäurezusammensetzung ein wertvolles Speiseöl.

### Ätherisches Hanföl
Ätherisches Hanföl ist ein ätherisches Öl, das durch Destillation aus Blättern und Blüten des Hanfs (Cannabis sativa) gewonnen wird. Das Öl setzt sich aus einer Vielzahl verschiedener Inhaltsstoffe zusammen. Als Zusatzstoff wird ätherisches Hanföl vor allem bei der Produktion von entsprechend aromatisierten Eistees, Hustenbonbons, Hanfbier, Schokolade und anderen Produkten verwendet. Außerdem findet es Verwendung in Kosmetikartikeln und Parfums. Als Zusatz zu Massage- und Hautöl soll ätherisches Hanföl beruhigend und entzündungshemmend wirken, Verspannungen lösen sowie Krämpfe, Schwellungen und Phantomschmerzen lindern. Auch in der Aromatherapie wird das Öl verwendet und soll hier entspannend und ausgleichend wirken und die Atemwege reinigen.

### Trinkhanf
Trinkhanf („Hanfmilch“) ist ein Getränk aus Wasser und Hanfsamen. Es handelt sich um eine weiße Emulsion aus den gemahlenen Samen und Wasser und enthält beispielsweise 1,2 % Proteine und 3,4 % Fett. Hilfsstoffe sind Emulgatoren und Stabilisatoren.

### CBD-Blüten
Die Blütenstände der weiblichen Nutzhanfpflanze werden im Handel als CBD-Blüten bezeichnet und meist als Rohstoff oder aber als Teezubereitung angeboten. Zur Legalität dieser Produkte waren sich verschiedene Behörden sowie gerichtliche Instanzen in den letzten Jahren uneinig, bis am 16. Januar 2023 ein BGH-Urteil (5 StR 269/22) zu dieser Thematik erging. Dieses Urteil des Bundesgerichtshofes stellte klar, dass unverarbeitete Nutzhanfpflanzenteile unter das BtMG fallen und somit als verboten anzusehen sind, da ein Missbrauch nicht ausgeschlossen werden kann. Dies soll sich nun mit dem neuen CannaG, dem Gesetz zur Cannabislegalisierung, ändern. Es sieht die ersatzlose Streichung von Nutzhanf aus dem Gesetz vor sowie die Regulierung von CBD-Blüten und anderen Produkten, die Cannabidiol enthalten.
CBD-Blüten fallen seit dem 1. April 2024 unter das CanG, seitdem ist der Besitz von Cannabisblüten aller Art geregelt. Jeder Person ab 18 Jahren ist es erlaubt 25 Gramm Cannabisblüten mit sich zu tragen und bis zu 50 Gramm zu Hause aufzubewahren. Das CanG stellt CBD-Blüten nun mit THC-haltigen Cannabisblüten gleich.

### Weitere Inhaltsstoffe

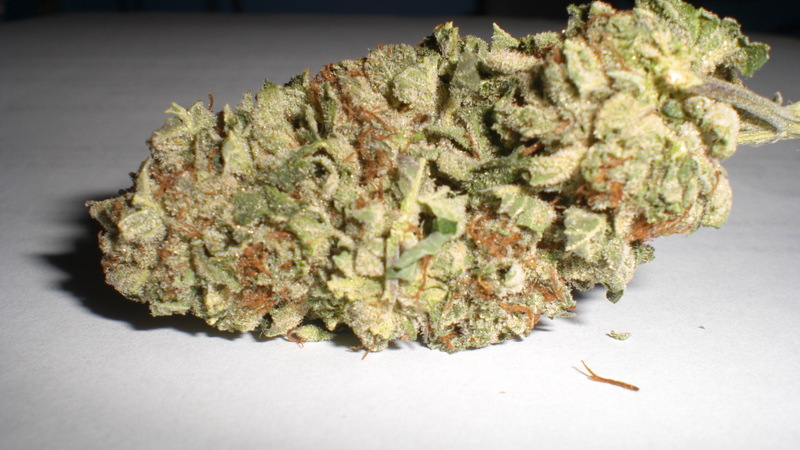
Marihuana

Strukturformel des Δ9-Tetrahydrocannabinol (THC)

Die Verwendung von Hanf als Droge wird im Allgemeinen nicht als Nutzanwendung betrachtet, allerdings können die für die psychotrope Wirkung verantwortlichen Inhaltsstoffe, vor allem Cannabinoide, auch für medizinische Verwendungen von Bedeutung sein. Der zentrale Bestandteil für diese Form der Nutzung ist das Δ9-Tetrahydrocannabinol (THC), jedoch spielen auch weitere Cannabinoide eine Rolle bei der medizinischen Wirkung. Im Gegensatz zu anderen Nutzhanfanwendungen werden für medizinische Anwendungen entsprechend THC-reiche Hanfsorten genutzt, deren Anbau und Nutzung international in vielen Ländern verboten ist. Auch Faserhanfsorten enthalten Cannabinoide, die für die medizinische Verwendung eingesetzt werden können, als Drogenpflanze sind sie jedoch nicht geeignet.
Obwohl der Besitz und die Nutzung von THC-reichen Produkten genehmigungspflichtig ist, nutzen viele Personen psychotrope Hanfprodukte. Auch die medizinische Anwendung basiert in der Regel auf Selbstmedikation, die rechtlich genehmigungspflichtig ist. Die getrockneten und zerkleinerten harzhaltigen Pflanzenteile THC-reicher Hanfsorten können als Marihuana geraucht werden. Das Harz wird auch als Haschisch oder Haschischöl verarbeitet und in unterschiedlicher Form konsumiert. Vor allem Vaporizer haben im medizinischen Bereich in den letzten Jahren vielen Menschen bei der Bewältigung der Nebenwirkungen ihrer Hauptbehandlung oder der Symptomatik ihrer eigentlichen Erkrankung schneller geholfen als bei der oralen Gabe und mit weniger karzinogenen Stoffen als beim sonst üblichen Rauchen.
Mit dem Dronabinol existiert ein aus der Hanf-Blüte gewonnenes trans-Isomer des THC, das als Arzneimittel vor allem in den USA verwendet wird. Es wird in Deutschland von den Unternehmen Bionorica Ethics und THC Pharm produziert, Dronabinol-haltige Fertigarzneimittel sind allerdings bisher in Deutschland nicht zugelassen, können jedoch in Form des Präparats Marinol® gemäß § 73 Abs. 3 AMG importiert werden. Meistens wird jedoch Dronabinol als Rezeptursubstanz für Dronabinol-Kapseln oder ölige Dronabinol-Tropfen verschrieben. Ein synthetisches Analogon ist Benzopyranoperidin (Nabitan, Nabutam).

## Geschichte
Die Verwendung von Hanffasern lässt sich über mehrere Jahrtausende bis weit in die Menschheitsgeschichte zurückverfolgen. Die ältesten Funde stammen aus China um 2800 v. Chr., wo Seile aus Hanffasern erzeugt wurden. Verwendung fand die Pflanze aber wohl schon seit der Yangshao-Kultur im 4. Jahrtausend v. Chr. Seit etwa 900 v. Chr. fand der Hanf auch in Westasien und Indien Verbreitung. Das älteste Textilfragment aus Hanffasern stammt aus einem Grab der Zhou-Dynastie (1122–770 v. Chr.), nahe Ankara wurden Hanftextilien aus dem 8. Jahrhundert v. Chr. gefunden. Um 500 v. Chr. ist der Hanfanbau für den Raum zwischen China und dem Kaspischen Meer anzunehmen. In Europa wurde die Hanftextilherstellung ebenfalls durch Grabfunde nachgewiesen; hier stammt das älteste gewebte Fragment aus einem keltischen Grabhügel in der Nähe von Stuttgart aus einer Zeit etwa 500 v. Chr. und ein weiteres mit aufbereiteten Hanffasern aus einer Zeit um das Jahr 570 fand sich nahe Paris. Bis ins 3. Jahrhundert v. Chr. fand Hanf, vor allem in Form von Tauen und ähnlichen Produkten, den Weg bis nach Italien. Für das Spätmittelalter ist eine besondere Konzentration des Hanfanbaus im Baltikum und den angrenzenden Gebieten Russlands, Polen, Norddeutschland und den Niederlanden, der Bretagne und Burgund zu beobachten. Zu dieser Zeit war er neben dem Flachs die wichtigste Industriepflanze. Wie Flachs wurde er meist auf kleineren, gartenähnlichen Flächen angebaut. Hanf war jedoch leichter zu verarbeiten als Flachs. Historisch bedeutsam war Hanf vor allem für die Herstellung von Segeltuch, Tauen und Seilen bis weit in das 19. Jahrhundert. 1455 druckte Gutenberg die erste Bibel auf Hanfpapier aus recycelten Textilien. 1492 segelte Kolumbus mit Segeln und Tauwerk aus Hanf nach Amerika. Insbesondere einfache Kleidung war lange Zeit vornehmlich aus Hanf, Leinen oder Brennnessel hergestellt, da Baumwolle oder Seide importiert werden musste und sehr teuer war.
Der älteste Nachweis von Papier aus Hanffasern stammt ebenfalls aus China von 140 bis 87 v. Chr. und stellt damit den ältesten Papierfund Chinas dar. Hanfpapier wurde etwa ab dem Jahr 105 in China populär, gelangte aber erst im 13. Jahrhundert über den Vorderen Orient nach Europa. In Deutschland wurde es im 14. Jahrhundert erstmals nachgewiesen.

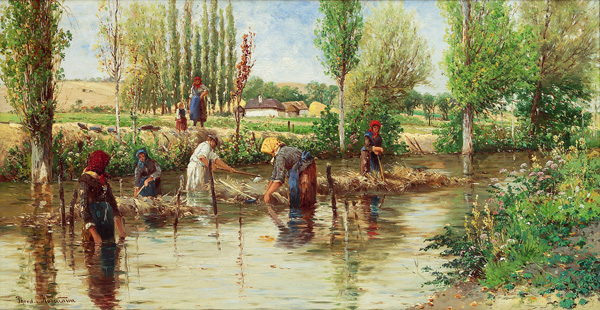
Theodor von Hörmann: „Hanfeinlegen“, um 1890

Die spanischen Konquistadoren hielten im 16. Jahrhundert die spanischstämmigen Siedler im heutigen Mexiko, im heutigen Texas und im heutigen Kalifornien dazu an, Nutzhanf anzubauen. Auch die englischen Kolonisten weiter nördlich folgten später diesem Beispiel. Im 17. Jahrhundert hatte der Hanfanbau in heutigen US-Staaten wie Virginia eine so überragende Bedeutung für die Erschließung des Kontinents, dass der Anbau ausdrücklich vorgeschrieben war. Es war mehr als 200 Jahre lang möglich, seine Steuern mit Hanf zu zahlen. In anderen heutigen US-Staaten waren ähnliche Vorschriften üblich.

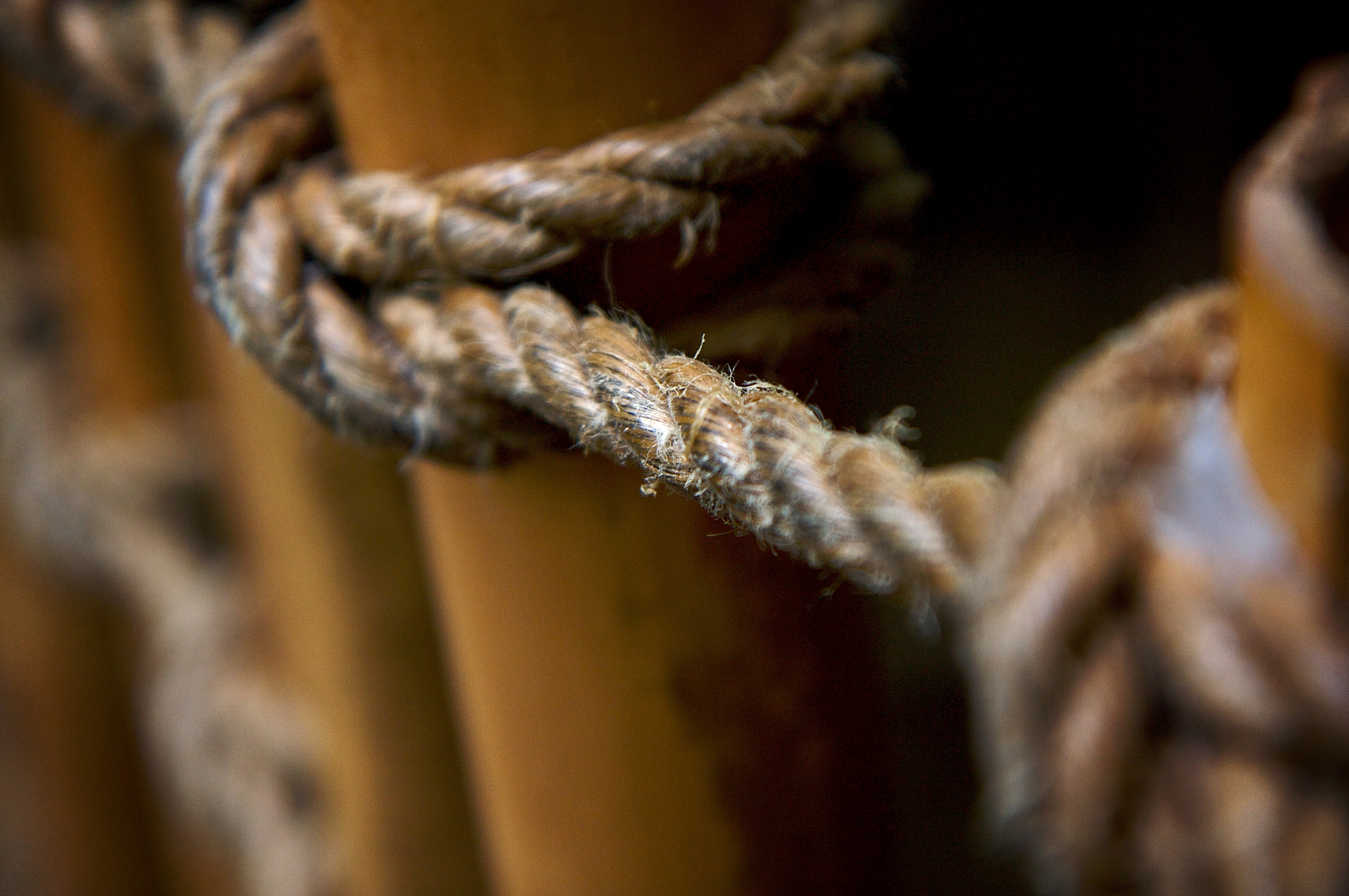
Hanfseil

Den Höhepunkt der Nutzung erfuhren Hanffasern im 17. Jahrhundert, wo sie vor allem zur Produktion von Seilen und Segeltuch für die Schifffahrt verwendet wurden; für ein normales Segelschiff wurden etwa 50 bis 100 Tonnen Hanffasern benötigt und die Materialien wurden durchschnittlich alle zwei Jahre ersetzt. Bis in das 18. Jahrhundert waren zudem Hanffasern neben Flachs, Nessel und Wolle die wichtigsten Rohstoffe für die europäische Textilindustrie, wobei Hanf aufgrund der gröberen Faserbündel vor allem zur Herstellung von Ober- und Arbeitskleidung diente. Die Hanfverarbeitung nahm vor der Einführung der Baumwolle und anderer exotischer Fasern wie Jute, Sisal und Ramie eine Schlüsselrolle in der Textilverarbeitung ein.
In den Vereinigten Staaten kam es in der ersten Hälfte des 19. Jahrhunderts zu einem erneuten Boom des Hanfanbaus, als über die Zweite Mittelpassage Tausende afroamerikanischer Sklaven aus dem Oberen und Unteren Süden ins Landesinnere und in den Tiefen Süden zwangsdeportiert wurden. Hanfanbau war äußerst arbeitsintensiv und für die Pflanzer ohne den Einsatz von Sklaven nicht rentabel. Zentren des Hanfanbaus waren Kentucky, Missouri und Tennessee. Nach der Abschaffung der Sklaverei (1865) erlebte der Hanfanbau einen Niedergang. Vor allem die Entwicklung von Baumwoll-Spinnmaschinen im 19. Jahrhundert sowie die billigen Importe von Baumwolle und Jute vor allem aus Russland und Asien beendeten die Nutzung von Hanf und Flachs als Textilfaser. Zugleich ging auch der Bedarf in der Schifffahrt zurück, da viele Schiffe auf Dampfkraft umgestellt wurden und Segeltuch nicht mehr benötigt wurde. Auch in der Papierherstellung entwickelte sich eine günstigere Alternative durch die Herstellung von Papier aus Holz.
Der Anbau ging im 19. Jahrhundert stark zurück und konnte nur durch die Handelsembargos für exotische Fasern während der Weltkriege in Deutschland kurzzeitig wieder an Bedeutung gewinnen. In den 1930ern kamen zwar Maschinen auf den Markt, die die Handarbeit bei der Verarbeitung (Strippen) überflüssig machten. Aber sie kamen zum Beispiel in den USA nicht mehr zum Einsatz. Denn dort wurde Hanf unter dem Namen Marihuana durch die Anti-Hanf-Kampagne von Harry J. Anslinger (Leiter des Federal Bureau of Narcotics) und William Randolph Hearst (Zeitungsmogul) in Verruf gebracht. Resultat war, dass der Anbau in den USA über den vom Kongress verabschiedeten Marihuana Tax Act of 1937 hoch besteuert, danach gänzlich verboten wurde. In der Kriegswirtschaft des Zweiten Weltkrieges wurden noch einmal Anreize gegeben, Hanf anzubauen. Es fehlte an Hanf, da der Weg nach Asien versperrt war. Dafür ließ das Landwirtschaftsministerium den Lehrfilm Hemp for Victory drehen. Nach dem Zweiten Weltkrieg wurde Hanf in den USA als Marihuana wieder verboten.
Nach dem Zweiten Weltkrieg wurde Nutzhanf auch in Europa nur noch auf Kleinstflächen angebaut. Zwischen 1982 und 1995 war auch der Hanfanbau der in den 1950er- und 1960er-Jahren gezüchteten Nutzhanfsorten mit beinahe vollständig fehlendem THC-Gehalt in Deutschland (durch das Betäubungsmittelgesetz) und vielen anderen Ländern verboten. Als Grund wurde die Unterbindung der illegalen Nutzung von Cannabis als Rauschmittel angeführt. In Frankreich wurden die Nutzhanfsorten für die Herstellung von Zigarettenpapier weiterhin verwendet und auch in mehreren osteuropäischen Ländern wurde Hanf weiterhin in kleinem Maßstab angebaut. Der wichtigste Produzent von Hanffasern in dieser Zeit war die Sowjetunion mit 140.000 Hektar Hanfanbaufläche, die sich bis 1990 allerdings bis auf 40.000 Hektar reduzierte. Ebenfalls bedeutend war der Anbau in Rumänien, Polen, Ungarn und im ehemaligen Jugoslawien.
In den 1990er-Jahren wurden die Verbote aufgrund des wieder wachsenden Interesses der Landwirtschaft und der Industrie an dem Rohstoff zurückgezogen und seit 1996 durfte auch in Deutschland unter Auflagen wieder Nutzhanf angebaut werden (§ 24a des Betäubungsmittelgesetzes). Heute ist der Anbau von THC-armen Nutzhanfsorten in allen Ländern Europas sowie in Ländern wie Kanada und Australien legalisiert, nur in den USA ist der Anbau weiterhin vollständig untersagt.

### Hanf in der Heraldik
Aufgrund der früheren wirtschaftlichen Bedeutung von Hanf in verschiedenen Gegenden Europas finden sich auch heute noch Darstellungen von Hanf als gemeine Figur in Wappen, so etwa Hanfblätter, Blüten oder ganze Hanfstängel.

Hanfstängel (männlich) im Wappen von Wangen-Brüttisellen, Schweiz
Drei Hanfstängel (weiblich) im Wappen von Cañamares, Spanien
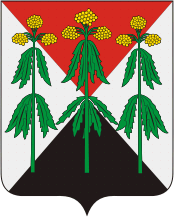
Blühender männlicher Hanf im Wappen des Rajon Kimowsk, Russland
Hanf im Wappen von Hamme, Belgien
Hanfblatt im Wappen von Henfenfeld, Deutschland
Drei Hanfblüten (männlich) im Wappen von Échenevex, Frankreich
Hanfblatt im Wappen von Kanepi, Estland.

## Rechtslage in Europa
Das weltweit wachsende Engagement und der damit wachsende politische Druck führten dazu, dass man sich auch auf europäischer Ebene mit Hanfanbau beschäftigte. 1989 verfügte die europäische Kommission in der Verordnung Nr. 1164/89, dass der Anbau von Hanfsorten mit einem Wirkstoffgehalt von unter 0,3 % als Faserhanf legalisiert werden muss. Mit Wirkung zum 16. April 1996 wurde entsprechend auch in Deutschland das seit 1982 im Betäubungsmittelgesetz bestehende pauschale Hanfanbauverbot für den Nutzhanf aufgehoben. Daher unterliegt die Aufsicht nicht dem Justizministerium, sondern dem Gesundheits- oder Landwirtschaftsministerium. Der Anbau ist jedoch nach wie vor genehmigungspflichtig und wird in der Regel nur hauptgewerblichen Landwirten unter strengen Auflagen gewährt. Diese Kontrolle soll vermeiden, dass THC-reiche Sorten zur illegalen Drogengewinnung angebaut werden, da eine Unterscheidung der verschiedenen Sorten optisch kaum möglich ist. Seit 1. April 2024 ist der private Anbau von bis zu 3 Hanf- oder Cannabispflanzen legal in Deutschland, nicht jedoch die Weitergabe oder der Verkauf.

## Medizinische Probleme, Berufserkrankungen
Schon um das Jahr 1700 stellte man den Zusammenhang zwischen den freigesetzten Stäuben und den Atemwegsbeschwerden bei den Arbeitern fest. Aber nicht nur viele Hanfarbeiter litten darunter, auch weitere Tätige, die mit Naturrohfasern wie Baumwolle, Flachs oder Bastfasern arbeiten, können an der Byssinose erkranken.